# Advanced Learning and Research Institute
Dal 1999 ALaRI (Advanced Learning and Research Institute) è l'istituto dell'Università della Svizzera italiana (USI), con sede a Lugano, che promuove la ricerca e la formazione nel campo dei sistemi embedded. I sistemi embedded sono piccoli dispositivi elettronici, sempre più diffusi e incorporati in varie e diverse apparecchiature, e programmati in modo da ricevere, elaborare, codificare e trasmettere informazioni. La loro capacità di riconoscere e reagire a stimoli esterni genera l'illusione che qualunque oggetto li contenga abbia un comportamento “intelligente”. Le dimensioni ridotte e la loro versatilità ne determinano un'enorme diffusione aprendo continuamente nuovi mercati in espansione nei quali è fondamentale il valore aggiunto del progettista.  
In particolare, all'interno dell'istituto la ricerca è focalizzata su aspetti di sistema: dalla specifica iniziale fino alle problematiche di sicurezza, di comunicazione in reti (particolarmente wireless) e all'introduzione di sensor network. I programmi di studio includono insegnamenti teorici e lavori di ricerca e di sviluppo tecnologico orientati alla programmazione, con l'obiettivo di creare un ponte tra tecnologie della programmazione e dell'ingegneria elettronica.
La qualità della docenza è assicurata da professori, ricercatori ed esperti di livello internazionale provenienti dalle migliori università, centri di ricerca e aziende dell'IT, europee e americane. Alcuni tra gli istituti accademici coinvolti sono l'EPFL di Losanna, il Politecnico di Torino, la University of Colorado (Stati Uniti d'America); i centri di ricerca CSEM-Neuchatel, IMEC-Leuven; e tra le aziende ST Microelectronics, Hewlett-Packard, Intel, Microsoft, ed altre ancora. Inoltre, grazie alla rete estesa di collaborazioni, l'istituto ALaRI è in grado di promuovere strette relazioni con il mondo del lavoro industriale, attraverso progetti di ricerca, e affrontando problematiche di progettazione e business nel campo dei sistemi embedded.
In questo quadro, ALaRI offre due programmi master in embedded systems design, in sinergia con le maggiori società informatiche e di elettronica. 
Il Master of Advanced Studies (MAS) è un corso annuale, giunto alla settima edizione (2006-2007), e rivolto a laureati master (3+2) o laureandi che vogliono approfondire il programma di tesi, e giovani professionisti provenienti da facoltà tecniche o scientifiche. Il programma offre insegnamenti specialistici e di aggiornamento per acquisire capacità interdisciplinari nella gestione di progetti complessi nel campo dei sistemi embedded.
Il Master of Science (MSc), è un corso biennale, conforme al recente ordinamento europeo degli studi universitari, avviato nell'ottobre 2004 e aperto a studenti che abbiano già conseguito un diploma di bachelor o che abbiano completato almeno tre anni di studi universitari in facoltà tecniche o scientifiche (come matematica, fisica, telecomunicazioni, informatica, o elettronica). L'approccio multi-disciplinare del programma presenta un primo anno di studi comune a tutti gli studenti; mentre dal secondo anno è possibile scegliere tra due diversi indirizzi: Design and Research – orientato alla formazione di progettisti e ricercatori avviati alla carriera industriale o accademica; Business Projects - orientato ad approfondire specifiche competenze di marketing e di economica per la gestione dei sistemi embedded nel mercato industriale
Per entrambi i corsi master, il diploma finale è rilasciato da ALaRI - Università della Svizzera Italiana, in collaborazione con l'ETH Zürich e il Politecnico di Milano.
I programmi si svolgono a Lugano, con inizio corsi a settembre, e l'insegnamento è in lingua inglese. 
Borse di studio (scholarships) sono disponibili per entrambi i corsi.